# Breakin' Dishes
"Breakin' Dishes" é uma canção da cantora Rihanna, para o seu terceiro álbum de estúdio, Good Girl Gone Bad. Foi escrita por Christopher Stewart e Terius Nash, e a produção esteve a cargo de Stewart. A canção foi nomeada single promocional pela Def Jam Recordings, sendo que atingiu a quarta posição na Billboard Dance/Club Play Songs em 2008 e 2009. Fez parte do alinhamento das digressões Glow in the Dark Tour, The Good Girl Gone Bad Tour, Last Girl on Earth Tour e Loud Tour.

## Lançamento
Originalmente, "Breakin' Dishes" seria o quarto single de Good Girl Gone Bad, mas foi substituída por "Don't Stop the Music". Depois disso, foi confirmado como oitava faixa de trabalho do disco, mas mais uma vez foi substituído por "Rehab", mesmo com tantas substituições a faixa ainda entrou em várias tabelas musicais, acabou sendo lançada como nono single pela editora Def Jam Recordings.

## Videoclipe
O videoclipe da canção foi gravado no final de 2008 e seu lançamento era suposto ser em 18 de Janeiro de 2009, mas foi engavetado porque a gravadora queria terminar a era Good Girl Gone Bad.

## Faixas e formatos
CD promocional
| N.º | Título                           | Versão           | Duração |  |
| 1.  | "Breaking Dishes"                | Versão Album     | 3:20    |  |
| 2.  | "Breaking Dishes"                | Versão Estendida | 4:16    |  |
| 3.  | "Breaking Dishes" (Soul Seekerz) | Versão Rádio     | 3:21    |  |
| 4.  | "Breaking Dishes" (Soul Seekerz) | Club Mix         | 6:37    |  |
| 5.  | "Breaking Dishes" (Soul Seekerz) | Dubstep          | 6:37    |  |

## Desempenho nas tabelas musicais
| Tabelas musicais (2007-2008)                     | Melhor posição |
| ------------------------------------------------ | -------------- |
| Bulgária - Bulgaria Singles Top 40               | 15             |
| Estados Unidos - Billboard Dance/Club Play Songs | 4              |
| Portugal - Portugal Singles Top 50               | 45             |
| Tabelas musicais (2009)                          | Melhor posição |
| Estados Unidos - Billboard Dance/Club Play Songs | 4              |